# Hel (Polonia)
Hel (casubio Hél, alemán Hela) es una pequeña ciudad ubicada en el condado de Puck, voivodato de Pomerania, al norte de  Polonia.

## Geografía
El municipio es la parte final  de la extensa y angosta península de Hel, constituida básicamente de arena,  sobre la costa del mar Báltico, a 33 kilómetros de distancia de la parte continental de Polonia.

### Clima
| Parámetros climáticos promedio de Hel (1991-2020) | Parámetros climáticos promedio de Hel (1991-2020) | Parámetros climáticos promedio de Hel (1991-2020) | Parámetros climáticos promedio de Hel (1991-2020) | Parámetros climáticos promedio de Hel (1991-2020) | Parámetros climáticos promedio de Hel (1991-2020) | Parámetros climáticos promedio de Hel (1991-2020) | Parámetros climáticos promedio de Hel (1991-2020) | Parámetros climáticos promedio de Hel (1991-2020) | Parámetros climáticos promedio de Hel (1991-2020) | Parámetros climáticos promedio de Hel (1991-2020) | Parámetros climáticos promedio de Hel (1991-2020) | Parámetros climáticos promedio de Hel (1991-2020) | Parámetros climáticos promedio de Hel (1991-2020) |
| Mes                                               | Ene.                                              | Feb.                                              | Mar.                                              | Abr.                                              | May.                                              | Jun.                                              | Jul.                                              | Ago.                                              | Sep.                                              | Oct.                                              | Nov.                                              | Dic.                                              | Anual                                             |
| ------------------------------------------------- | ------------------------------------------------- | ------------------------------------------------- | ------------------------------------------------- | ------------------------------------------------- | ------------------------------------------------- | ------------------------------------------------- | ------------------------------------------------- | ------------------------------------------------- | ------------------------------------------------- | ------------------------------------------------- | ------------------------------------------------- | ------------------------------------------------- | ------------------------------------------------- |
| Temp. máx. abs. (°C)                              | 11.3                                              | 12.9                                              | 20.5                                              | 26.2                                              | 28.0                                              | 31.7                                              | 35.0                                              | 31.8                                              | 28.1                                              | 23.2                                              | 15.9                                              | 11.7                                              | 35.0                                              |
| Temp. máx. media (°C)                             | 2.1                                               | 2.6                                               | 5.6                                               | 11.0                                              | 16.0                                              | 19.7                                              | 22.1                                              | 22.1                                              | 17.6                                              | 12.0                                              | 7.0                                               | 3.7                                               | 11.8                                              |
| Temp. media (°C)                                  | 0.6                                               | 0.7                                               | 2.7                                               | 6.7                                               | 11.4                                              | 15.4                                              | 18.1                                              | 18.2                                              | 14.5                                              | 9.7                                               | 5.3                                               | 2.2                                               | 8.8                                               |
| Temp. mín. media (°C)                             | -1.1                                              | -1.1                                              | 0.2                                               | 3.2                                               | 7.6                                               | 11.8                                              | 14.8                                              | 15.1                                              | 11.9                                              | 7.6                                               | 3.7                                               | 0.6                                               | 6.2                                               |
| Temp. mín. abs. (°C)                              | -19.1                                             | -20.1                                             | -17.0                                             | -9.0                                              | -5.1                                              | -0.1                                              | 5.4                                               | 5.3                                               | -2.3                                              | -3.0                                              | -9.2                                              | -15.2                                             | -20.1                                             |
| Precipitación total (mm)                          | 38.5                                              | 30.7                                              | 32.9                                              | 30.7                                              | 48.9                                              | 57.6                                              | 77.9                                              | 67.6                                              | 60.6                                              | 57.4                                              | 49.2                                              | 46.0                                              | 598                                               |
| Nevadas (cm)                                      | 93.8                                              | 129.2                                             | 71.9                                              | 3.6                                               | 0                                                 | 0                                                 | 0                                                 | 0                                                 | 0                                                 | 0                                                 | 3.9                                               | 57.4                                              | 359.8                                             |
| Días de lluvias (≥ 1 mm)                          | 10.1                                              | 8.0                                               | 8.6                                               | 6.4                                               | 8.1                                               | 9.4                                               | 9.5                                               | 9.4                                               | 9.0                                               | 10.4                                              | 10.0                                              | 10.6                                              | 109.5                                             |
| Días de nevadas (≥ 1 mm)                          | 11.3                                              | 13.1                                              | 6.8                                               | 0.5                                               | 0                                                 | 0                                                 | 0                                                 | 0                                                 | 0                                                 | 0                                                 | 1.4                                               | 6.3                                               | 39.4                                              |
| Horas de sol                                      | 41.5                                              | 68.5                                              | 135.2                                             | 216.2                                             | 276.3                                             | 277.7                                             | 276.1                                             | 258.9                                             | 176.5                                             | 114.6                                             | 48.0                                              | 35.2                                              | 1924.7                                            |
| Humedad relativa (%)                              | 86.9                                              | 85.7                                              | 82.8                                              | 80.6                                              | 80.4                                              | 80.5                                              | 81.8                                              | 81.8                                              | 83.1                                              | 84.9                                              | 88.1                                              | 88.1                                              | 83.7                                              |
| Fuente: meteomodel.pl                             |                                                   |                                                   |                                                   |                                                   |                                                   |                                                   |                                                   |                                                   |                                                   |                                                   |                                                   |                                                   |                                                   |

## Turismo
Al igual que sus vecinas Władysławowo, Chałupy, Kuźnica y  Jastarnia, Hel es un lugar de turismo, donde la gente va de vacaciones a sus playas. De igual forma, también es un lugar estratégico e histórico, donde los visitantes pueden observar después de una caminata algunos búnkeres de la Segunda Guerra Mundial. 
En esa zona se encuentra el Faro de Hel, construido en 1827. Actualmente es considerado un monumento histórico de Polonia y una atracción turística abierta al público, a la que se accede caminando y ofrece una vista inigualable de la península. 
En 2002, Hel firmó un acuerdo de hermanamiento con Hermeskeil (Alemania).

## Galería

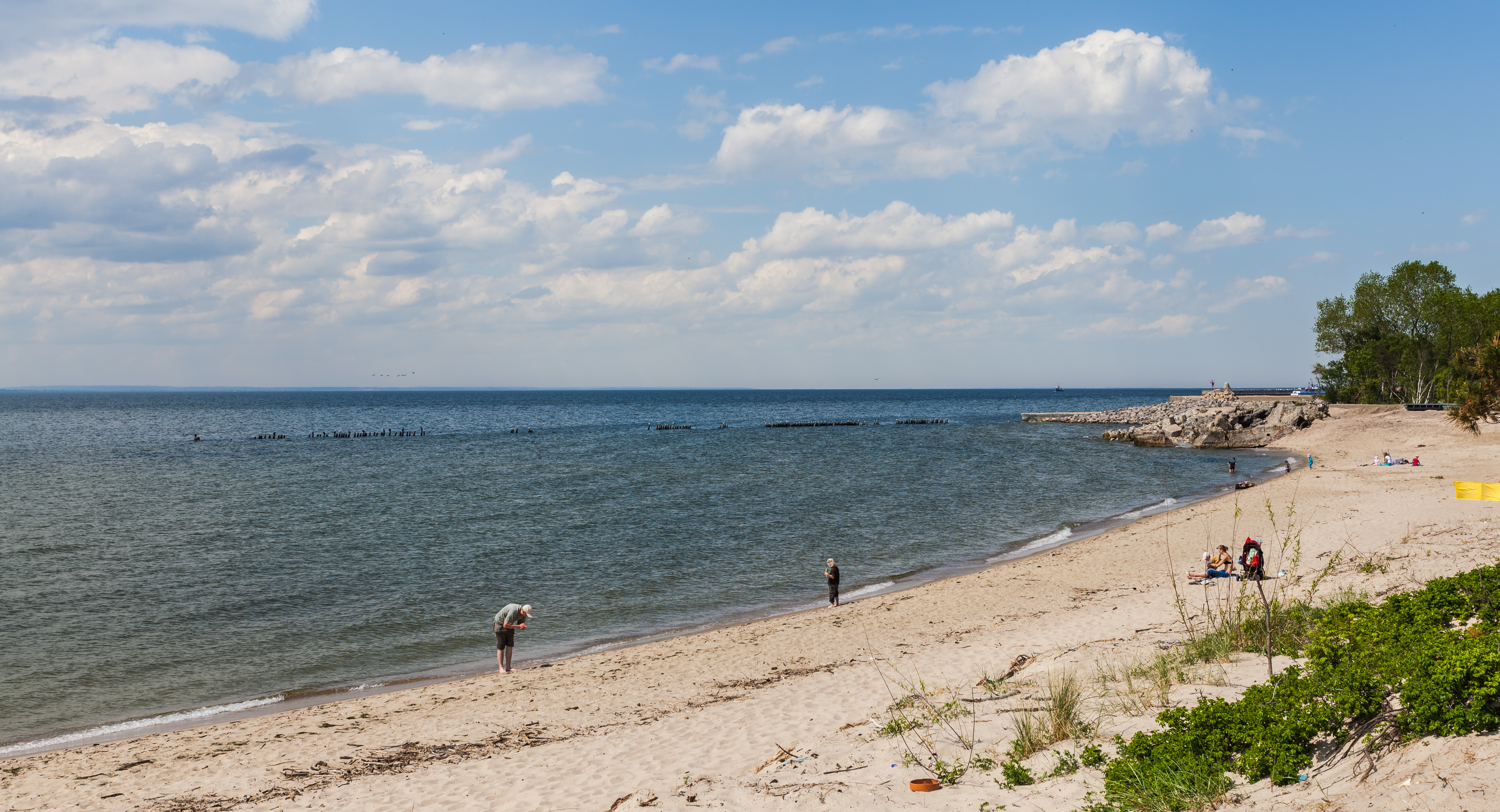
Costa de Hel
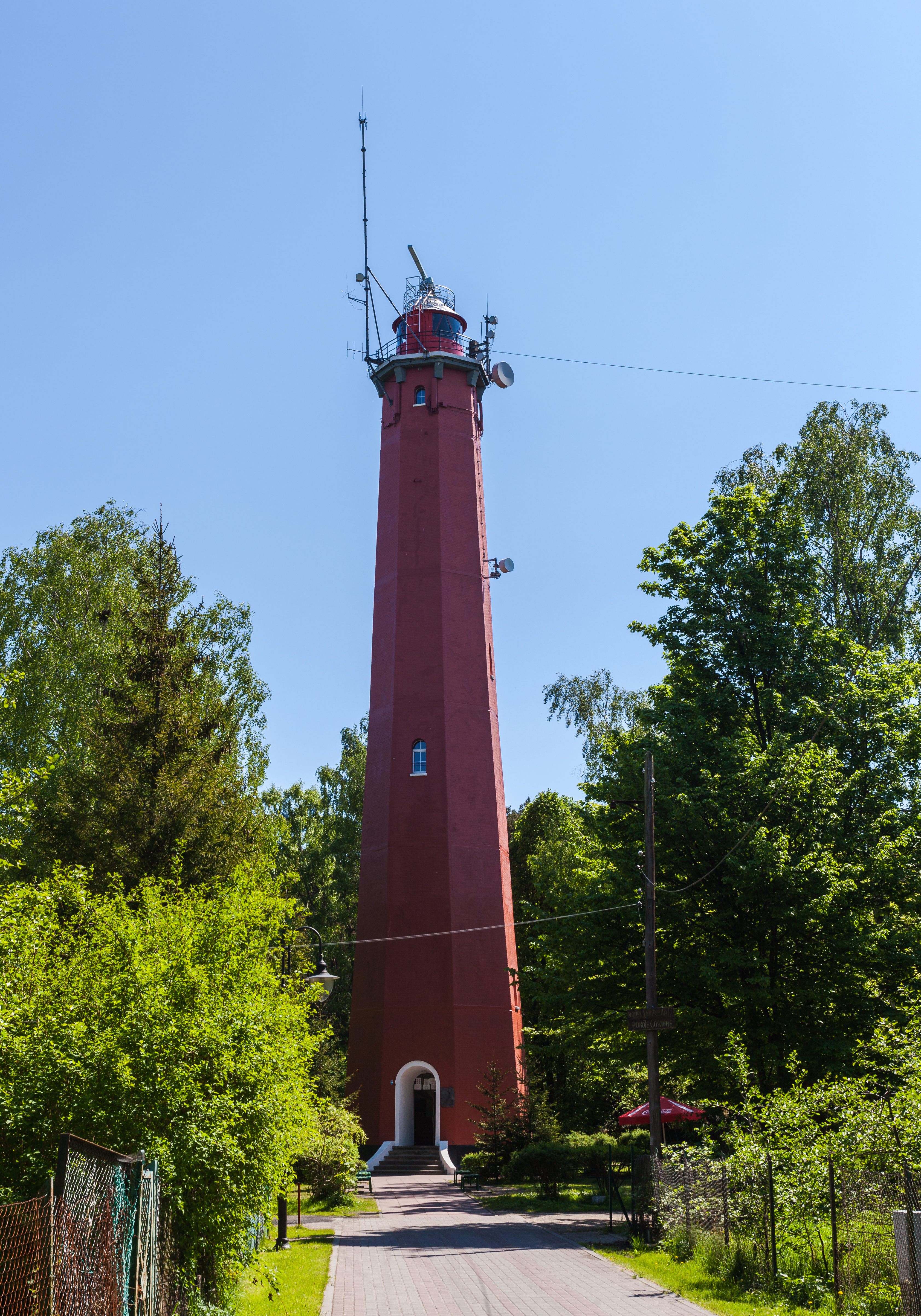
Faro de Hel
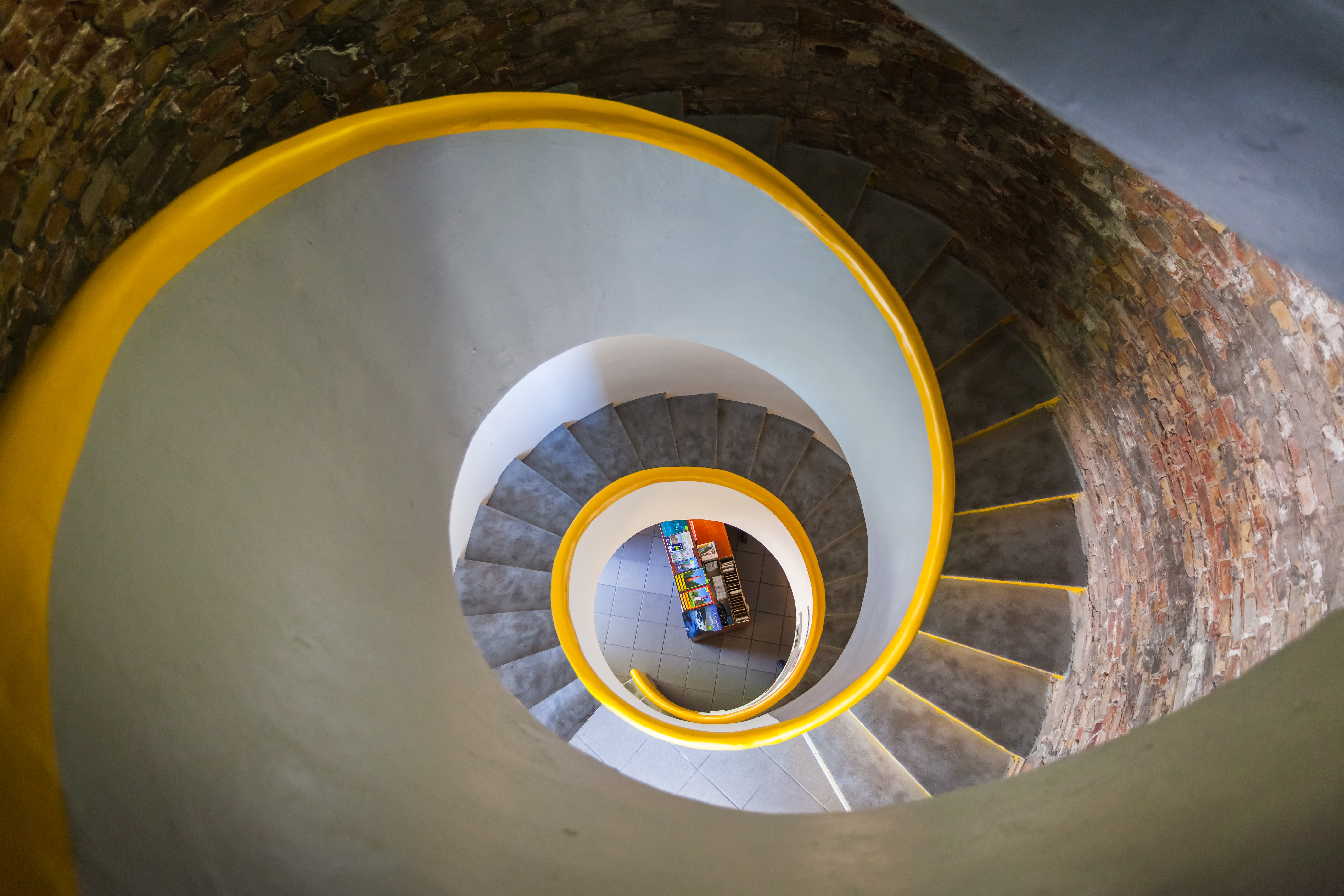
Escalera del faro
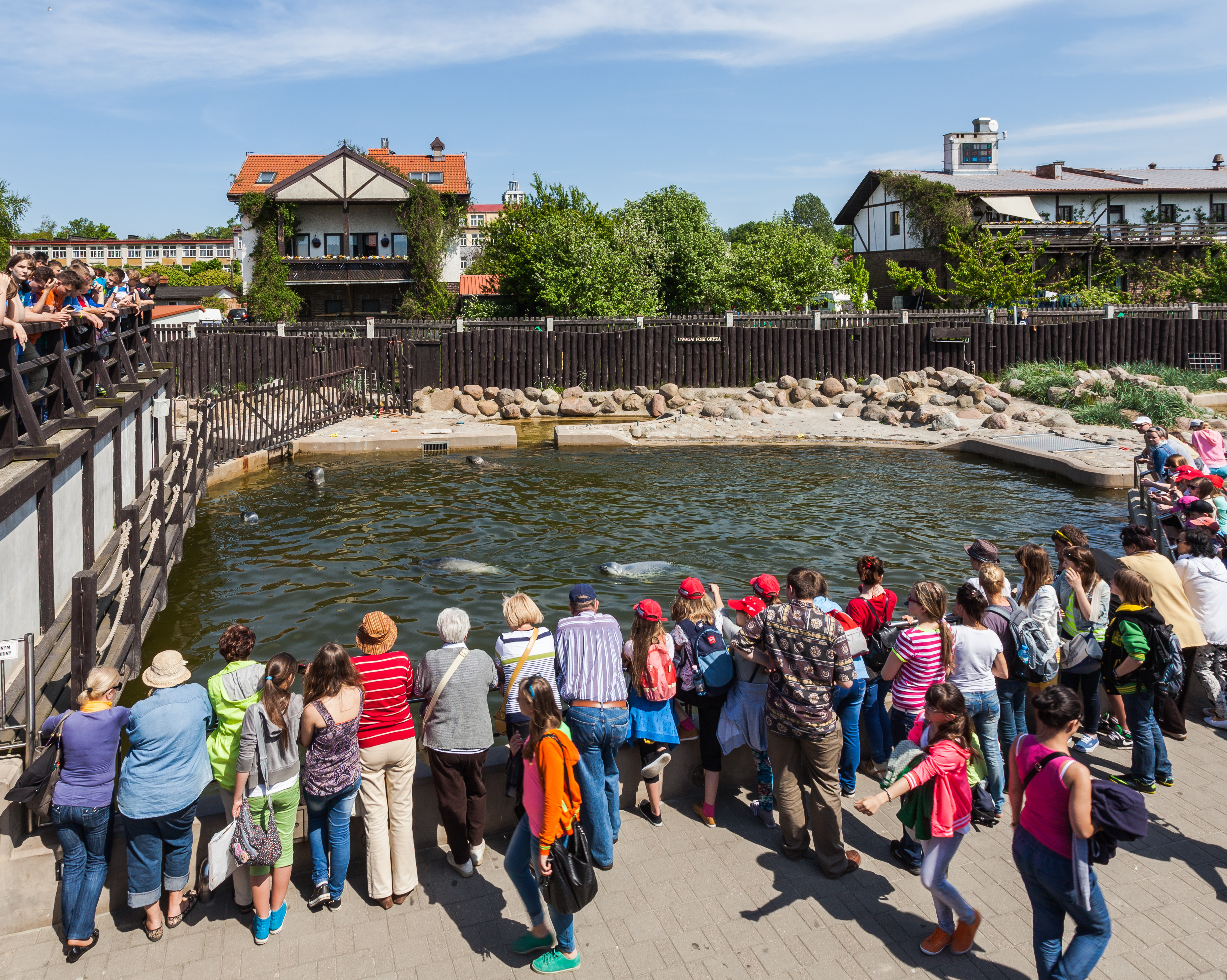
Focario
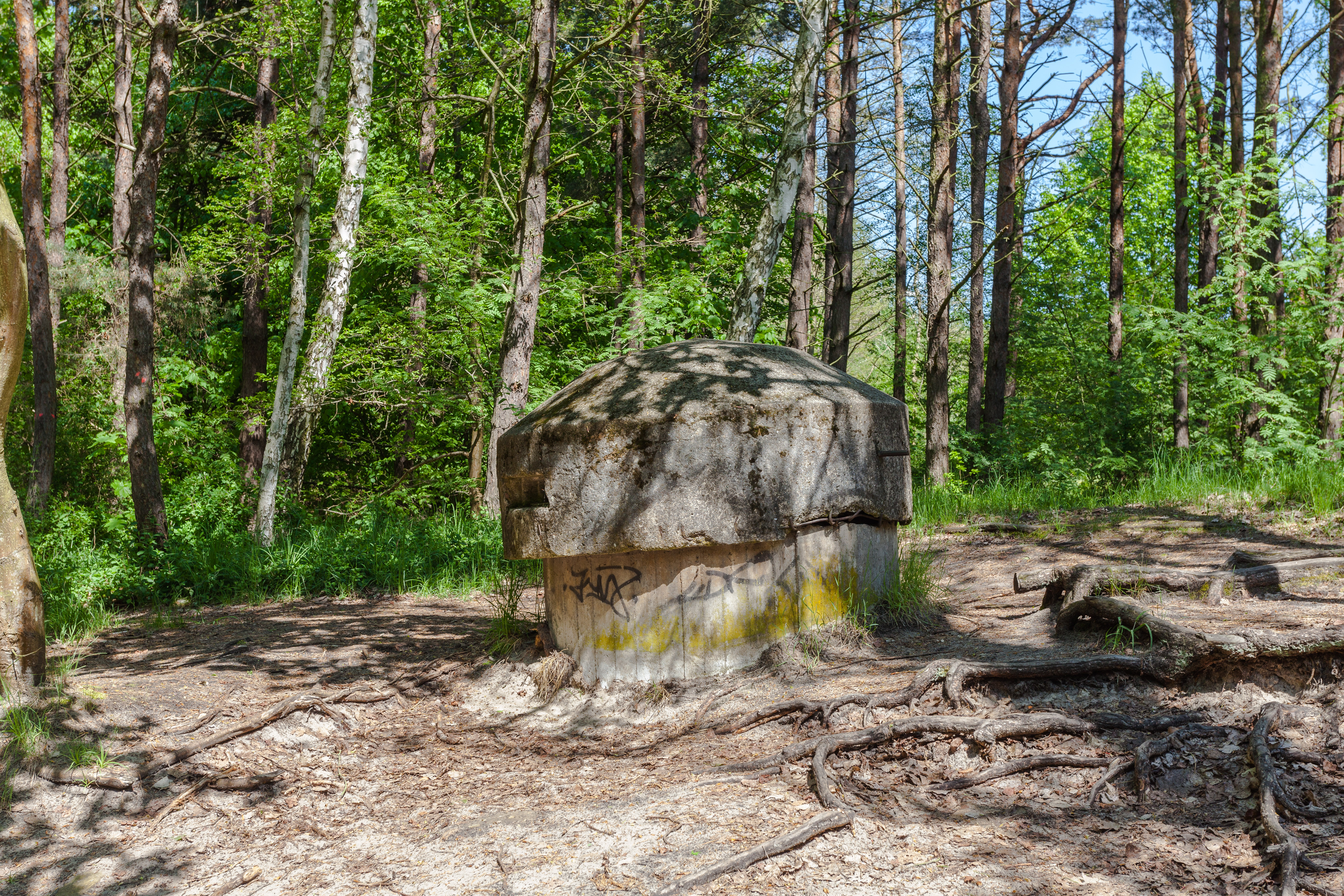
Puesto militar en el bosque de Hel
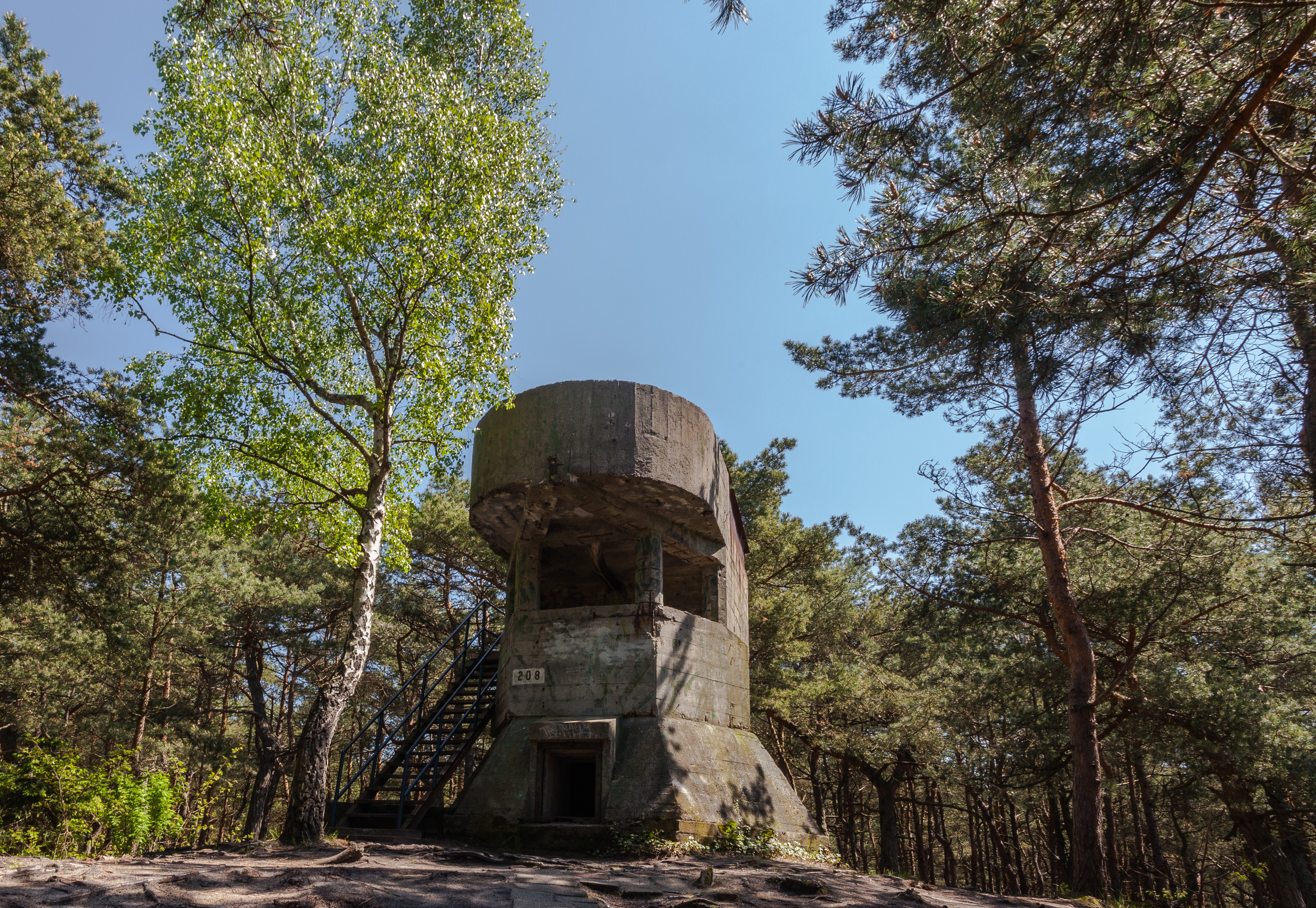
Torre de vigilancia
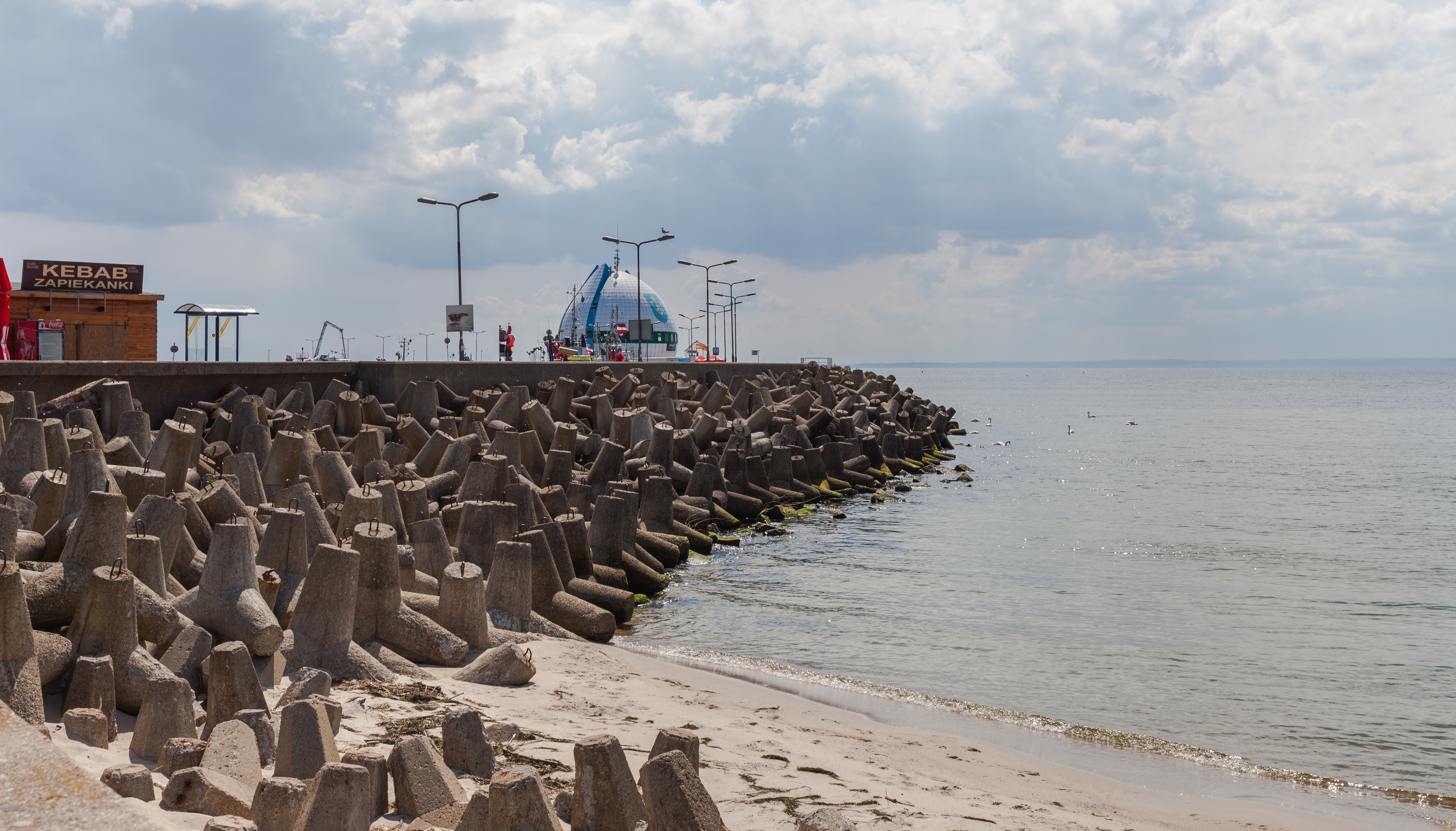
Puerto de Hel